# Nososticta eburnea
Nososticta eburnea – gatunek ważki z rodziny pióronogowatych (Platycnemididae).